# Dag for dag
Dag for dag er en svensk dramedyfilm fra 2022. Filmen er instrueret af Felix Herngren og har blandt andre Marianne Mörck, Sven Wollter og Tomas von Brömssen i hovedrollerne.
Filmen var Sven Wollters sidste filmrolle efter hans død i 2020. Ved Guldbagge-prisuddelingen i 2022 blev han posthumt nomineret til prisen for bedste mandlige hovedrolle.

## Handling
På en køretur fra Sverige til Schweiz mødes fem forskellige mennesker for at opfylde en ældre mands sidste ønsker. Venskaber på tværs af generationer udvikles, en efterårsromance opstår, og livsændrende beslutninger træffes.

## Medvirkende
- Marianne Mörck som Rut
- Tomas von Brömssen som Tage
- Sven Wollter som Malte
- William Spetz som Simon
- Martina Haag som Katrin
- Felix Herngren som Håkan
- Peter Magnusson som Stefan
- Morten Vang Simonsen som Mads